# Sweet Giant of the Blues
Sweet Giant of the Blues — студійний альбом американського блюзового музиканта Отіса Спенна, випущений у 1970 році лейблом BluesTime.

## Опис
У 1969 році продюсер BluesTime Боб Тіл підписав контракт з блюзовим піаністом Отісом Спенном, відомого як учасник гурту Мадді Вотерса, який у 1960-х регулярно записував сольні альбоми. У жовтні 1969 році Тіл спродюсував джем Super Black Blues, спільний альбом Отіса Спенна, Ті-Боун Вокера і Біг Джо Тернера.
Sweet Giant of the Blues — це сесія була записан у листопаді 1969 року для BluesTime, однак вийшла вона лише у 1970 році, є одним з останніх альбомів музиканта — він помер у віці 40 років у 1970, коли знаходився на піку своєї кар'єри. Тут Тіл зібрав для Спенна в якості акомпанементу молодих музикантів, були близькими до блюзу і року: ударник Пол Гамфрі і басист Макс Беннетт, разом з гітаристом Луї Шелтоном, а також з саксофоністом Том Скоттом (який також на декількох композиціях грає на флейті). 
На відміну від робіт Тернера (який також у цей період записувався на лейблі), цей альбом орієнтований на новий матеріал, більшість пісень були написані Спенном, однак «Moon Blues» написав у співавторстві Тіл. Також альбом включає одну з найвідоміших пісень Мадді Вотерса «Got My Mojo Working».

## Список композицій
1. «Got My Mojo Working» (Престон Фостер) — 3:01
2. «Sellin' My Thing» (Отіс Спенн) — 7:22
3. «Moon Blues» (Боб Тіл, Джордж Девід Вайсс) — 4:25
4. «I'm a Dues Payin' Man» (Джим Рейн) — 3:05
5. «I Wonder Why» (Отіс Спенн) — 4:21
6. «Bird in a Cage» (Отіс Спенн) — 6:05
7. «Hey Baby» (Отіс Спенн) — 5:37
8. «Make a Way» (Отіс Спенн) — 4:23

## Учасники запису
- Отіс Спенн — вокал, фортепіано
- Луї Шелтон, Майк Ентоні — гітара
- Том Скотт — тенор-саксофон, флейта
- Майк Ентоні — банджо (1, 3, 4, 8)
- Макс Беннетт — бас-гітара
- Пол Гамфрі — ударні

Технічний персонал
- Боб Тіл — продюсер
- Амі Хадані, Джек Гант — інженер
- Роберт Флінн — дизайн обкладинки
- Ірв Глейзер — фотографія обкладинки
- Шелдон Гарріс [блюзовий редактор журналу Jazz & Pop] — текст